# Josep Maria Sabaté i Bosch
Josep Maria Sabaté i Bosch és doctor en Geografia i Història i professor emèrit de la Universitat Rovira i Virgili.
Ha donat classes a batxillerat i a la universitat. Ha fet de periodista i ha col·laborat en nombrosos mitjans de comunicació de la ciutat de Tarragona. De sempre ha estat vinculat al barri del Serrallo, a la seva parròquia i a les seves entitats. És cronista de l'Associació de Setmana Santa de Tarragona, i cronista oficial de la ciutat des d'abril de 2009, quan va rebre el càrrec vacant des del 1985 i que havia ocupat anteriorment Joan Salvat i Bové. El 2014 va participar en el simposi Espanya contra Catalunya, organitzat per l'Institut d'Estudis Catalans en el marc de la commemoració del tricentenari de la caiguda de Barcelona el 1714.
El 2017 va rebre el premi Fidelitat Setmana Santa de Tarragona en 2017.